# Temple de la Sibil·la

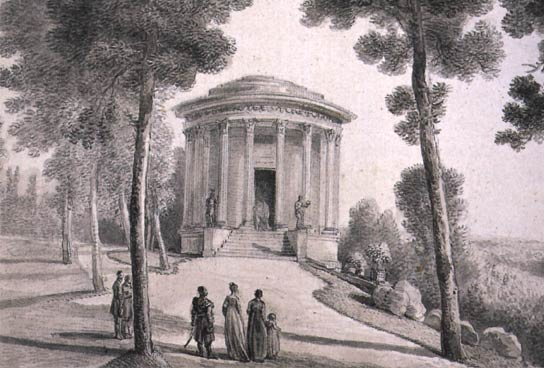
Gravats del segle XIX

El temple de la Sibil·la (en polonès, Świątynia Sybilli) és un temple monòpter o thólos a la població de Puławy, Polònia, construït a finals del segle xviii com a museu per la princesa Izabela Czartoryska.

## Història
El Temple de la Sibil·la a Puławy, anomenat també com a Temple de la Memòria, va obrir el 1801. La seva estructura es va inspirar en el temple de Vesta a la ciutat de Tívoli, Itàlia, i el temple d'Albunea, la Sibil·la Tiburtina, conegut a tot Europa per gravats. El temple de Puławy, dissenyat per l'arquitecte polonès Chrystian Piotr Aigner, commemora la història de Polònia i la seva cultura, i les glòries i misèries de la vida humana. A la seva col·lecció podem trobar les espases Grunwald i altres objectes personals dels reis i reines polonesos.
Durant l'Aixecament de novembre dels anys 1830-31, el museu va tancar. El fill de la princesa Czartoryska, Adam Jerzy Czartoryski va portar els objectes restants a l'Hôtel Lambert, a París, França. El seu fill, Władysław Czartoryski va reobrir el museu el 1878 a Cracòvia, Polònia com el Museu Czartoryski.

## Literatura
El 1884, el temple de la Sibil·la va ser l'escenari que va fer servir l'escriptor polonès, Bolesław Prus per al seu micro-conte, Floridura de la Terra.
L'acció del relat se situa al costat del temple, on hi ha una roca amb floridures. En un moment determinat, la roca es converteix màgicament en un globus terraqüi.
En aquest microconte d'una pàgina i mitja, Prus identifica les societats humanes amb la floridura que, al llarg del temps, conquista cega i inexorablement la superfície del globus. El relat també és una metàfora sobre la lluita constant per l'existència que hi és present a l'espècie humana.
El 1869, quan Bolesław Prus tenia 22 anys acabà els seus estudis a l'Institut Forestal i d'Agricultura que s'havia obert a la ciutat de Puławy. Anteriorment, havia passat molts anys de la seva infantesa a Puławy.